# Traitement de choc (film, 1973)
Pour les articles homonymes, voir Traitement de choc.
Pour plus de détails, voir Fiche technique et Distribution.
Traitement de choc est un thriller franco-italien réalisé par Alain Jessua et sorti en 1973.

## Synopsis
Hélène Masson (Annie Girardot), célibataire de trente-huit ans qui a fait fortune dans le prêt-à-porter, se trouve au bord de la dépression après que son amant a décidé de la quitter pour une femme plus jeune. Elle vient rejoindre son ami Jérôme, qui suit une cure de rajeunissement très coûteuse dans l'institut de thalassothérapie du docteur Devilers (Alain Delon), fréquenté par des magistrats, des politiciens et des gens du monde des affaires. La cure mêle régime alimentaire végétarien, balnéothérapie, naturisme, implants de cellules fraîches prélevées sur des embryons de brebis.
Elle ne tarde pas à s'apercevoir de choses étranges. Les curistes, dont la plupart sont des habitués qui reviennent depuis des années, affirment former une communauté qui suit un certain code. De plus, le personnel de service de l'institut, composé de jeunes Portugais, a un comportement pour le moins bizarre. Mais surtout, un soir, son ami Jérôme lui confie qu'il est ruiné, parce qu'il a tout sacrifié pour avoir les moyens de continuer à suivre le traitement. Il lui révèle que le traitement en question entraîne une véritable dépendance physique. Le lendemain matin, Jérôme est retrouvé noyé. Pour la police, il s'agit d'un suicide.
Hélène décide d'abord d'interrompre la cure et de s'en aller immédiatement, contre l'avis des médecins. Mais au moment du départ, certains détails l'incitent à rester, pour enquêter sur la mystérieuse communauté.
João, un des jeune salarié Portugais voulait profiter du départ d'Hélène pour partir avec elle mais finalement doit se résigner à rester.
João au moment de rentrer dans la chambre d'Hélène est pris d'un malaise. Il est emmené rapidement par le personnel de l'institut sans qu'Hélène puisse l'empêcher. Hélène alerte le docteur Devilers sur l'état de João. Le docteur Devilers force Hélène à recevoir à nouveau son traitement. A son réveil, le docteur Devilers annonce que João a pu repartir dans son pays.
Hélène découvre un laboratoire qui utilise les brebis et les lapins. René lui apprend que le traitement est à base de cellules fraîches prélevées sur des embryons de brebis et le reste est le secret du docteur Devilers.
Hélène passe la nuit avec le docteur Devilers et en profite pour continuer son enquête.
En se cachant dans la chambre de Manoel, Hélène s'aperçoit qu'on avait endormi Manoel pour lui prélever du sang.
Elle découvre dans les fichiers du docteur Devilers qu'elle a dû bénéficier du sang de João et de Manoel. Elle s'aperçoit qu'on lui a volé la batterie de sa voiture. Elle décide d'appeler le commissaire divisionnaire Jean Loubet mais on ne lui passe pas la communication. Elle demande à René de lui prêter sa voiture mais René ne souhaite pas l'aider. Seule contre tous, elle essaie de fuir à vélo puis se réfugie dans le laboratoire. Elle y retrouve le docteur Devilers. Il lui explique qu'en plus des transfusions de sang, il extrait aussi les cellules fraîches des organes des jeunes Portugais. Il lui montre dans la chambre froide le corps de Manoel. Ils se battent. Elle tue le docteur Devilers.
Hélène témoigne auprès du commissaire divisionnaire Jean Loubet. Mais aucune preuve et aucun témoignage ne correspondent à son récit. Elle est arrêtée pour meurtre. Dans la voiture le commissaire divisionnaire Jean Loubet lui avoue, lui aussi, suivre le traitement et espère que le docteur Bernard poursuivra l'œuvre du docteur Devilers.
Dans le dernier plan on voit l'arrivée de nouveaux jeunes travailleurs étrangers.

## Fiche technique
Sauf indication contraire, les informations mentionnées dans cette section peuvent être confirmées par la base de données cinématographiques Unifrance,  présente dans la section « Liens externes ».
- Titre original : Traitement de choc
- Titre italien : L'uomo che uccideva a sangue freddo
- Réalisation : Alain Jessua, assisté de Jacques Santi et Jean-Claude Ventura
- Scénario : Alain Jessua
- Adaptation : Roger Curel
- Musique : Alain Jessua et René Koering
- Décors : Geo Huby, Yannis Kokkos, Constantin Mejinsky
- Photographie : Jacques Robin
- Son : William-Robert Sivel
- Montage : Hélène Plemiannikov
- Production : Raymond Danon, Jacques Dorfmann et Alain Jessua
  - Producion associée : René Thévenet
- Sociétés de production : A. J. Films et Lira Films, en coproduction avec Medusa Film
- Sociétés de distribution : SNC (France) et Medusa Distribuzione (Italie)
- Pays de production :  France,  Italie
- Langue originale : français
- Format : couleur — 1.66,1 — 35 mm
- Genre : thriller
- Durée : 91 minutes
- Dates de sortie[1] :
  - France : 18 janvier 1973
  - Italie : 8 février 1973
- Classification :
  - France : interdit aux moins de 12 ans en France[2]

## Distribution
- Annie Girardot : Hélène Masson
- Alain Delon : Dr Devilers
- Michel Duchaussoy : Dr Bernard
- Robert Hirsch : Jérôme Savignat
- Jeanne Colletin : Camille Giovanelli
- Jean-François Calvé : Me René Gassin
- Gabriel Cattand : le procureur De Boissière
- Robert Party : le colonel de Riberolles
- Jean Roquel : Marcel Lussac
- Roger Muni : Paul Giovanelli
- Lucienne Legrand : Lise de Riberolle
- Anne-Marie Deschodt : Henriette Lussac
- Jean Leuvrais : le commissaire
- Nicole Gueden : la cafetière
- Guy Saint-Jean : le cafetier
- Anna Gaylor : Denise
- Jurandin Craveiro : Manoel
- João Pereira Lopez : João
- Salvino Di Pietra
- François Landolt
- Gabriella Cotta Ramusino
- Alvaro Luis Carrasquinha
- Mauricette Pierson
- Firmin/Jacques Pisias : l'infirmier
- Jacques Santi : Le Quérec (non crédité)

## Production

### Tournage
Le tournage a lieu à Belle-île, pour servir de l'hôtel Castel Clara, Les Aiguilles de Port-Coton (d'où la balade d'Hélène (Annie Girardot) au long de la côte avec Jérôme (Robert Hirsch) et d'où la rase-motte du docteur Devilers (Alain Delon) avec son avion) et le quai-embarcadère du Palais, ainsi que la Côte Sauvage de la presqu'île de Quiberon (d'où la baignade des patients nus dans la mer avec le docteur Devilers).

## Autour du film
- Alain Jessua a eu l'idée de ce film grâce à une expérience personnelle : « Je me suis trouvé dans la situation d'Annie Girardot. J'ai pris quelques vacances dans une maison de repos en Bretagne avec Jean Pierre Le Sourd. Au bout de quatre jours, j'en avais assez. J'ai laissé aller mon imagination et je me suis dit que ce serait marrant de tourner un film dans un institut de ce genre. »[réf. souhaitée]

- Le film est resté célèbre pour les scènes dans lesquelles les deux acteurs principaux apparaissent entièrement nus. Les extérieurs ont été tournés à Belle-Île-en-Mer.

- Une certaine critique a vu dans le film une forme moderne de film de vampire, où la science, représentée par la recherche médicale, croise le surnaturel, qui transparaît dans une gravure représentant un sacrifice humain, dans le long séjour que Devilers a effectué chez des tribus amazoniennes et dans la musique frénétique des tam-tam. Dans la dernière scène, l'inspecteur de police fait explicitement allusion aux vampires[5].

- Pendant le tournage du film, Annie Girardot fréquentait Bernard Fresson, bien qu'elle soit mariée à Renato Salvatori mais séparée de lui, un grand ami d'Alain Delon. Ce dernier profita d'une scène où Annie Girardot se fait violenter par lui pour venger son ami et lui lança des gifles d'une grande violence[6].